# Уэст, Холли
Холли Уэст (англ. Holly West, род. 19 марта 1980, Лонг-Бич, Калифорния) — американская порноактриса, начиная с 2007 года снявшаяся в 131 фильме. В фильме «Who’s Nailin' Paylin?» сыграла роль стажёра.

## Биография
Холли Уэст родилась в Лонг-Бич, Калифорния. Там же посещала старшую школу, а позже поступила в университет. До прихода в порноиндустрию она работала администратором в нескольких компаниях по розничным продажам, а также продавщицей в магазине одежды. В 2002 году она вышла замуж и вскоре со своим мужем стала посещать свингерские вечеринки. Через некоторое время её муж предложил Холли сняться в порнофильме, и она после небольшого раздумывания согласилась. С тех пор она снималась для таких студией как Brazzers и Naughty America.

## Награды и номинации
- 2009 номинация на AVN Award — Лучшая групповая лесбийская сцена — Bad News Bitches 3[6]
- 2009 номинация на AVN Award — Лучшая групповая лесбийская сцена — Girlgasmic[6]
- 2010 номинация на AVN Award — Лучшая лесбийская сцена триолизма — Swing Time (вместе с Кайден Кросс и Кэгней Линн Картер)[7]